# Separator zecimal
Un separator zecimal este un simbol utilizat pentru despărțirea părții zecimale de partea întreagă a unui număr zecimal.  Acest simbol depinde de convenții regionale ale sistemului de numerație; în mod obișnuit, el este reprezentat de un punct în sistemul anglo-saxon și de o virgulă în alte sisteme, cum este cel folosit în România.
Există și separator de mii care este utilizat pentru ușurarea lecturii numerelor mari, grupându-le după ordinul miilor.